# Riomaggiore
Riomaggiore (ligur nyelven Rimazùu, Rimażóe vagy Rimazô) község (olaszul comune) Olaszországban, Liguria régióban, La Spezia megyében. 1997 óta a közeli Palmaria, Tino és Tinetto szigetekkel, valamint a Cinque Terre többi településével együtt az UNESCO világörökségének része.

## Fekvése
A Ligur-tenger keleti partján fekszik egy rövid patak szurdokvölgyében, amely egyben névadója is: Rivus Major vagy Rio Maggiore (jelentése nagy folyó). A folyót mára betakarják az épületek. A házak a völggyel párhuzamos sorokban épültek meg, a közlekedést meredek utak és lépcsősorok biztosítják. A településnek két hagyományos része van: a tengerparti borgo dei pescatori (halászok városa) és fentebb fekvő borgo dei contadini (parasztok városa). A település kikötője kicsi, rövidke partja kavicsos. Riomaggiore völgye fölé a Verugola-hegy emelkedik, ami a település címerében is megjelenik. Közigazgatásilag hozzá tartozik még a tengerparti Manarola, valamint két kisebb hegyvidéki település: Volastra és Groppo. A Cinque Terre legdélebbi fekvésű települése.

## Története
A hagyományok szerint Riomaggiorét görög alapították a 7. században, akik III. Leó bizánci császár képrombolási intézkedései miatt menekülni kényszerültek. Valószínű, hogy a település a 11. században alakult ki, de első írásos említése csak 1251-ből származik, amikor a lakosság a genovaiak pártjára állt a Pisa ellen folytatott tengeri háborúban. A Turcotti család birtoka lett, majd 1276-ban a Genovai Köztársaság hódította meg. Genova fennhatósága alatt virágzó település volt, lakosai borászattal és olivatermesztéssel foglalkoztak. 1818-ban a Szárd Királyság, majd 1861-ben az Olasz Királyság része lett.
1997 óta a közeli Palmaria, Tino és Tinetto szigetekkel, valamint a Cinque Terre többi településével együtt az UNESCO világörökségének része. A bizottság indoklása szerint a kelet-liguri riviéra, Cinque Terre és Porto Venere között egy kiemelkedő értékű kulturális helyszín, egy rendkívül festői táj, amely az ember és természet harmonikus kölcsönhatásának révén jött létre és amely évezredek óta jól szemlélteti az a hagyományos életformát, ami napjainkban is meghatározza az itt élő közösségek társadalmi és gazdasági életét.

## Demográfia
A népesség számának alakulása:

## Fő látnivalók
Manarola és Riomaggiore között húzódik a sziklás tengerparton végigfutó keskeny gyalogosút, a Via dell’Amore (jelentése a szerelem útja), amelyet világszerte az egyik legszebb tengerparti sétánynak tartanak. Az út 1920-ban jött létre a két település közötti vasúti alagút építésekor. Ezen keresztül közelítették meg a két település között kialakított raktárt, amelyben a robbantáshoz szükséges dinamitot tárolták. Az építkezés befejezése után a két település lakói továbbra is használták. Nevét az 1970-es években elhelyezett padok után kapta, amelyekre egymásba szerelmes görög és római mitológiai alakokat festettek.
További látnivalók:
- a 14. században épült San Giovanni Battista-templom (Keresztelő Szent János-templom)
- a 13. században épült Sant’Antonio-templom (Szent Antal-templom)
- a 16. századi Santa Maria Assunta-templom (Mária mennybemenetele-templom)
- a 15. századi San Rocco és San Sebastiano templomok (Szent Rókus és Szent Sebestyén templomok)
- a Turcotti család által építtetett vár (castello)

## Külső hivatkozások
- Riomaggiore a világörökség honlapján